# Święty Ymar
Ymar (zm. ok. 830) – benedyktyn, męczennik angielski. Był mnichem w Opactwie Reculver, w Kencie. Ok. 830 roku został zamordowany w czasie jednego z duńskich najazdów. Jego wspomnienie obchodzone jest 12 listopada.